# Cinnamomum lawang
Cinnamomum lawang är en lagerväxtart som beskrevs av André Joseph Guillaume Henri Kostermans. Cinnamomum lawang ingår i släktet Cinnamomum och familjen lagerväxter. Inga underarter finns listade i Catalogue of Life.